# Gonnet (La Plata)
Manuel Bernardo Gonnet, Manuel B. Gonnet, o simplemente Gonnet, es una Localidad de La Plata en la Provincia de Buenos Aires, Argentina. Está ubicada a unos 6 km al noroeste del centro de la ciudad cabecera, y a 51 km de la Capital Federal.
Forma parte de la zona que se desarrolló en la línea del entonces Ferrocarril del Sur (luego Ferrocarril General Roca), que vincula a La Plata con la Ciudad Autónoma de Buenos Aires, al igual que Tolosa, Ringuelet, City Bell y Villa Elisa.

## Toponimia

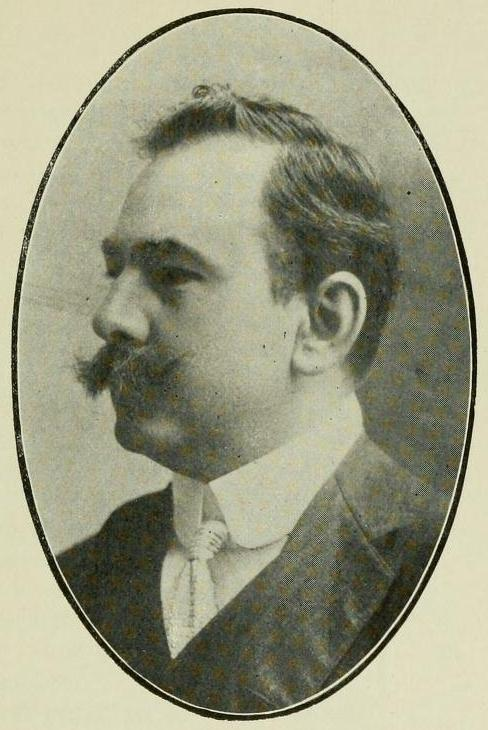
Foto de Manuel Bernardo Gonnet.

Toma su nombre de don Manuel Bernardo Gonnet, quien fuera el primer Ministro de Obras Públicas de la provincia (luego de la federalización de Buenos Aires) y destacado legislador provincial.

## Historia
El 13 de julio de 1882 el gobierno provincial comenzó la construcción de nuevos ramales del ferrocarril que comunicaran a la nueva capital provincial con el Ferrocarril del Oeste y el Ferrocarril del Sur. La línea La Plata - Empalme Pereyra (luego Villa Elisa) se inauguró el 1 de enero de 1889.
En 1889, pronto a inaugurarse la estación de ferrocarril Adolfo Alsina en ese trazado, los propietarios de las chacras de la zona deciden conformar una sociedad, fraccionar los lotes y crear un pueblo. La estación se estrena el 15 de febrero y el 24 de ese mes se anuncia la inauguración de Villa Máximo Paz, nombre del entonces gobernador.
Cuando la población comenzó a establecerse, en 1909, Luis Castells, propietario de las tierras que estaban "del otro lado de las vías" (al norte de la estación), decide lotear su propiedad y crear un nuevo núcleo, denominado en la actualidad Villa Castells.
En 1931 se produjo el cambio de nombre de la estación por Manuel B. Gonnet y le dio al barrio su nombre definitivo, comprendiendo tanto a Villa Máximo Paz como a Villa Castells, a los que se sumaron nuevos barrios conforme fue creciendo la población y extendiéndose territorialmente.

## Sitios de interés

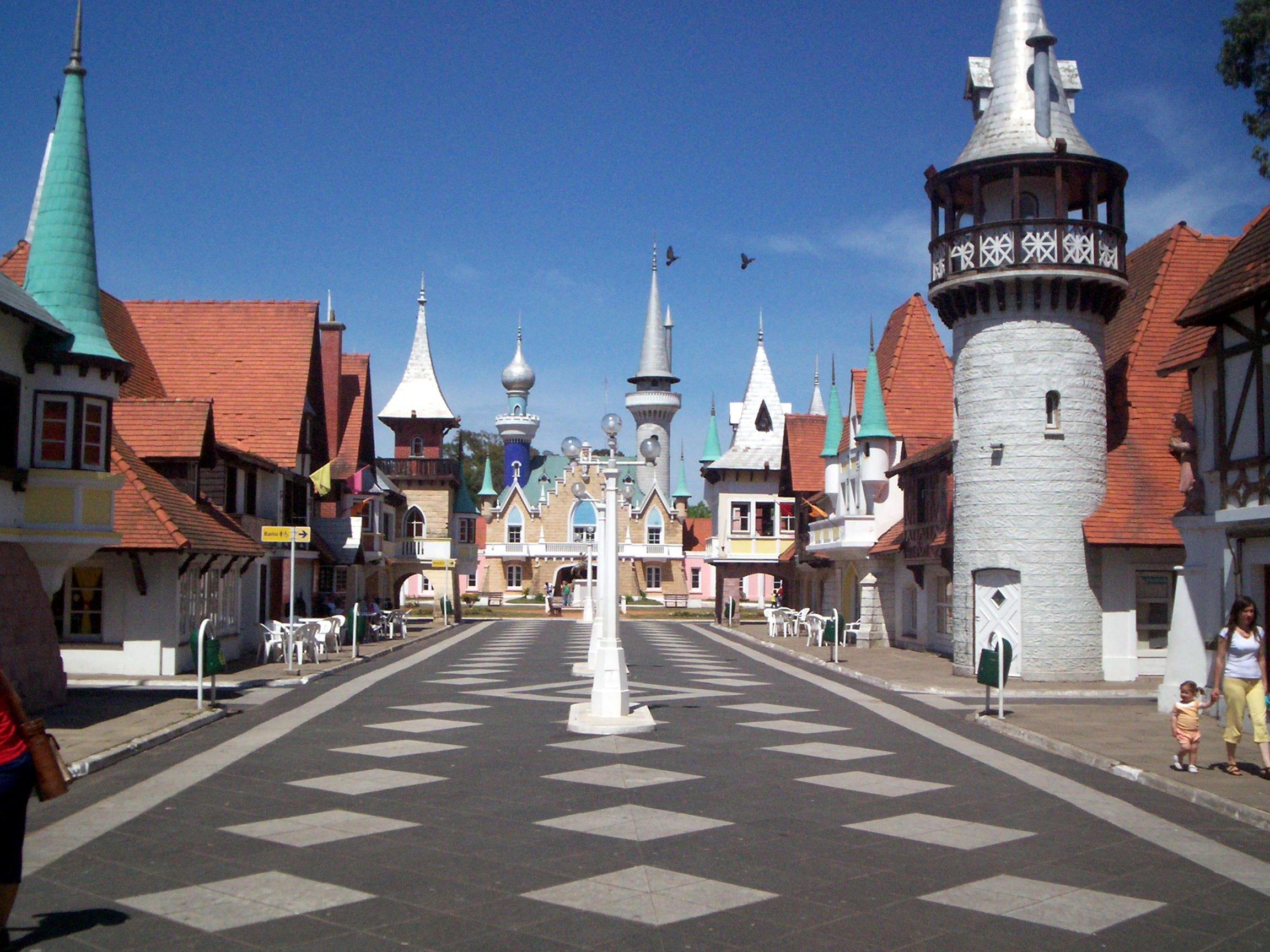
República de los Niños.

### República de los Niños
En su territorio se encuentra emplazada la República de los Niños, parque temático infantil que ocupa un predio de 53 hectáreas construido en el año 1951 inspirado en los escenarios y personajes de los cuentos de los hermanos Grimm. Es el primer parque temático construido en Argentina y toda América. Esta representa un conglomerado urbano con todas las instituciones correspondientes al sistema democrático: parlamento, casa de gobierno, palacio de justicia, iglesia, puerto, teatro, aeropuerto, restaurantes, hotel, etc. También se pueden encontrar medios de transporte como un tren con estaciones y un barco. Una leyenda urbana sostiene que Walt Disney habría tomado de este parque la idea de Disneylandia, que se inauguró el 17 de julio de 1955, sin embargo no hay evidencia concreta de esto.

### Predios deportivos
La zona también se destaca por concentrar grandes predios destinados a la práctica deportiva, como es el caso del Club Universitario de La Plata (donde se hace básquet, hockey, rugby, natación, waterpolo, vóley y tenis), el La Plata Rugby Club, el Centro de Fomento Manuel B. Gonnet, con práctica de básquetbol (que también cuenta con la Biblioteca Román Harosteguy), San Lorenzo de Villa Castells, el Club A.M.E.B.S. y el Santa Bárbara Hockey Club.

### Ciencia y tecnología
Es sede del principal campus de ciencia y tecnología de la Provincia de Buenos Aires, perteneciente a la CIC - Comisión de Investigaciones Científicas . Entre otros se encuentran el LAL - Laboratorio de Acústica y Luminotecnia , el CIOP - Centro de Investigaciones Ópticas, y el LINTA - Laboratorio de investigaciones del territorio y el ambiente . El campus de 9 ha se encuentra delimitado por el Camino Centenario y las calles 505, 508 y 16.

### Actividad comercial
La localidad cuenta con dos hipermercados denominados Hiper ChangoMás y Carrefour Hipermercado, ubicándose el primero en Camino Gral. Belgrano entre calles 511 y 514, y el segundo en dicha avenida entre calles 514 y 516. Cabe destacar que ambos cuentan con entradas de acceso en el Camino Centenario.
A lo largo del Camino Centenario, el cual cruza la Localidad, se encuentran la mayoría de los locales comerciales y gastronómicos del lugar.
El barrio cuenta con dos Mc Donald's, los cuales se pueden encontrar en el interior del hipermercado Carrefour y en Camino Centenario esquina 504.

## Geografía

### Población
Según el Censo Nacional de Población y Vivienda de 2022, Manuel B. Gonnet tiene 31 241 hab. en 2335 ha. Se trata de un barrio residencial, muy adinerado, de casas bajas y amplios espacios verdes. Sus actividades económicas principales son el pequeño comercio y la prestación de servicios personales y para el hogar.

### Barrios Populares
Conforme surge del Monitor de Barrios Populares, herramienta brindada por el Registro Nacional de Barrios Populares (ReNaBaP), en la Localidad de Manuel B. Gonnet se ubican 5 barrios populares, en donde viven aproximadamente 123 familias en 112 viviendas, sumando estos barrios una superficie de 45.525 metros cuadrados.

### Sismicidad
La región responde a las subfallas «del río Paraná», y «del río de la Plata», y a la falla de «Punta del Este», con sismicidad baja; y su última expresión se produjo el 30 de noviembre de 2018 (6 años), a las 10:27 UTC-3, con una magnitud de 3,8 en la escala de Richter.